# Video Game Masters Tournament
Video Game Masters Tournament fue un evento creado en 1983 por Twin Galaxies para generar puntajes récord mundiales en la edición estadounidense de 1984 del Libro Guinness de los récords. Era el concurso más prestigioso de esa época y el único que el libro Guinness buscaba para los récords mundiales comprobados de videojuegos en ese momento.[cita requerida] Este concurso se realizó bajo los esfuerzos conjuntos de Twin Galaxies y el U.S. National Video Game Team en 1983, 1984 y 1985 y solo por el UNVGT en 1986 y 1987.
Durante su primer año, 1983, el evento se llamó el North American Video Game Challenge (Torneo de Equipos de Estado), pero fue cambiado al Torneo de Video Game Masters por el segundo año.
Para administrar el concurso, Twin Galaxies designó al UNVGT para la tarea de recopilar y verificar puntajes de las ocho ciudades que participaron en la edición de 1983 de este evento. Las ciudades fueron Seattle, Washington; Lago Odessa, Michigan; Coeur D'Alene, Idaho; Omaha, Nebraska; Dayton, Ohio; San José, California; Upland, California y Chicago, Illinois.
El evento de 1984 también se llevó a cabo en ocho ciudades mientras que el evento de 1985 se llevó a cabo en 35 ciudades.

## Evento de 1983 - 24-28 de agosto
| Fecha del evento      | Ubicación         | Arcade                 | Récord mundoal |
| --------------------- | ----------------- | ---------------------- | -------------- |
| 8/24/1983 - 8/28/1983 | Seattle, WA       | Arnold's on the Ave.   | TBD            |
| 8/24/1983 - 8/28/1983 | Coeur D'Alene, ID | Mr. Deli               | TBD            |
| 8/24/1983 - 8/28/1983 | Omaha, NE         | Space City             | TBD            |
| 8/24/1983 - 8/28/1983 | Villa Park, IL    | Video Wizard           | TBD            |
| 8/24/1983 - 8/28/1983 | Lake Odessa, MI   | Lake Odessa Fun Center | TBD            |
| 8/24/1983 - 8/28/1983 | Dayton, OH        | Video City             | TBD            |
| 8/24/1983 - 8/28/1983 | San José, CA      | Video Paradise         | TBD            |
| 8/24/1983 - 8/28/1983 | Upland, CA        | Starship Video         | TBD            |

## Evento de 1984 - 29 de junio al 1 de julio
| Fecha del evento     | Ubicación            | Arcade                  | Récord mundial |
| -------------------- | -------------------- | ----------------------- | -------------- |
| 6/29/1984 - 7/1/1984 | Seattle, WA          | Arnold's on the Ave.    | TBD            |
| 6/29/1984 - 7/1/1984 | Wilmington, NC       | World Class Amusements  | TBD            |
| 6/29/1984 - 7/1/1984 | New York, NY         | Broadway Arcade         | TBD            |
| 6/29/1984 - 7/1/1984 | Victoria, BC, Canadá | Johnny Zee's            | TBD            |
| 6/29/1984 - 7/1/1984 | Miami, FL            | Cloverleaf Golf N Games | TBD            |
| 6/29/1984 - 7/1/1984 | Anchorage, AK        | Space Station Arcade    | TBD            |
| 6/29/1984 - 7/1/1984 | San José, CA         | Space Shuttle Arcade    | TBD            |
| 6/29/1984 - 7/1/1984 | Oklahoma City, OK    | Starbucks Family Fun    | TBD            |

## Evento de 1985 - 28 al 30 de junio
El Video Game Masters Tournament de 1985 se llevó a cabo como una recaudación de fondos para recaudar donaciones para CARE. La recaudación de fondos destinó la mitad de todas las tarifas de ingreso para el Fondo de Ayuda Africana CARE/Twin Galaxies.
| Fecha del evento      | Ubicación                  | Arcade                | Récord mundial |
| --------------------- | -------------------------- | --------------------- | -------------- |
| 6/28/1985 - 6/30/1985 | Seattle, WA                | Arnold's on the Ave.  | TBD            |
| 6/28/1985 - 6/30/1985 | Kansas City, MO            | Fun Factory           | TBD            |
| 6/28/1985 - 6/30/1985 | Hilo, Hawái                | Fun Factory           | TBD            |
| 6/28/1985 - 6/30/1985 | Frederick, MD              | Fun Factory           | TBD            |
| 6/28/1985 - 6/30/1985 | Honolulu, Hawái            | TBD                   |                |
| 6/28/1985 - 6/30/1985 | North Bergen, NJ           | Big Mouth Pizza       | TBD            |
| 6/28/1985 - 6/30/1985 | Victoria, BC, Canadá       | Johnny Zee's Arcade   | TBD            |
| 6/28/1985 - 6/30/1985 | Dawson's Creek, BC, Canadá | Celebrity Fun Ctr. II | TBD            |
| 6/28/1985 - 6/30/1985 | San José, CA               | Space Shuttle Arcade  | TBD            |
| 6/28/1985 - 6/30/1985 | Anchorage, AK              | Space Station Arcade  | TBD            |
| 6/28/1985 - 6/30/1985 | Citrus Heights, CA         | The Game Room Arcade  | TBD            |
| 6/28/1985 - 6/30/1985 | College Station, TX        | Games Galore          | TBD            |
| 6/28/1985 - 6/30/1985 | Riverside, CA              | Castle Park Arcade    | TBD            |
| 6/28/1985 - 6/30/1985 | Montreal, Quebec, Canadá   | Amusecorp             | TBD            |
| 6/28/1985 - 6/30/1985 | Montclair, CA              | Huish Family Fun Ctr. | TBD            |
| 6/28/1985 - 6/30/1985 | Valdosta, GA               | TBD                   | TBD            |

## Evento de 1986 - 27 al 29 de junio
| Event Date            | Location             | Arcade                | Récord mundial |
| --------------------- | -------------------- | --------------------- | -------------- |
| 6/27/1986 - 6/29/1986 | Virginia Beach, VA   | Aladdin's Castle #251 | TBD            |
| 6/27/1986 - 6/29/1986 | Maryland Heights, MO | Aladdin's Castle #462 | TBD            |
| 6/27/1986 - 6/29/1986 | Culver, CA           | Aladdin's Castle #91  | TBD            |
| 6/27/1986 - 6/29/1986 | Rancho Cucamonga, CA | Galaxy Arcade         | TBD            |
| 6/27/1986 - 6/29/1986 | Citrus Heights, CA   | The Game Room         | TBD            |
| 6/27/1986 - 6/29/1986 | Bronx, NY            | Playland Arcade       | TBD            |
| 6/27/1986 - 6/29/1986 | San José, CA         | Space Shuttle Arcade  | TBD            |
| 6/27/1986 - 6/29/1986 | Houston, TX          | Aladdin's Castle #120 | TBD            |
| 6/27/1986 - 6/29/1986 | Brea, CA             | Flipper Flapper       | TBD            |
| 6/27/1986 - 6/29/1986 | Dublin, GA           | Aladdin's Castle      | TBD            |

## Evento de 1987 - 3 al 5 de julio
| Fecha del evento    | Ubicación           | Arcade                  | Récord mundial |
| ------------------- | ------------------- | ----------------------- | -------------- |
| 7/3/1987 - 7/5/1987 | No. Miami Beach, FL | Aladdin's Castle #378   | TBD            |
| 7/3/1987 - 7/5/1987 | Annapolis, MD       | Aladdin's Castle        | TBD            |
| 7/3/1987 - 7/5/1987 | Culver, CA          | Aladdin's Castle #91    | TBD            |
| 7/3/1987 - 7/5/1987 | Wintersville, OH    | Aladdin's Castle        | TBD            |
| 7/3/1987 - 7/5/1987 | Bronx, NY           | Playland Arcade         | TBD            |
| 7/3/1987 - 7/5/1987 | Independence, MO    | Aladdin's Castle        | TBD            |
| 7/3/1987 - 7/5/1987 | San José, CA        | Aladdin's Castle #188   | TBD            |
| 7/3/1987 - 7/5/1987 | Middlesboro, KY     | Aladdin's Castle        | TBD            |
| 7/3/1987 - 7/5/1987 | Lakewood, CA        | Aladdin's Castle #283   | TBD            |
| 7/3/1987 - 7/5/1987 | Mesa, AZ            | Aladdin's Castle        | TBD            |
| 7/3/1987 - 7/5/1987 | Etiwanda, CA        | Aladdin's Castle        | TBD            |
| 7/3/1987 - 7/5/1987 | Beverly Hills, CA   | Aladdin's Castle        | TBD            |
| 7/3/1987 - 7/5/1987 | Waunakee, WI        | Aladdin's Castle        | TBD            |
| 7/3/1987 - 7/5/1987 | Fredericksburg, VA  | Aladdin's Castle        | TBD            |
| 7/3/1987 - 7/5/1987 | Boulder, CO         | Aladdin's Castle        | TBD            |
| 7/3/1987 - 7/5/1987 | Hollis, NY          | Aladdin's Castle        | TBD            |
| 7/3/1987 - 7/5/1987 | Meridian, MS        | Aladdin's Castle        | TBD            |
| 7/3/1987 - 7/5/1987 | Madison, WI         | Aladdin's Castle        | TBD            |
| 7/3/1987 - 7/5/1987 | Monrovia, CA        | Aladdin's Castle        | TBD            |
| 7/3/1987 - 7/5/1987 | Marshalltown, IA    | Aladdin's Castle        | TBD            |
| 7/3/1987 - 7/5/1987 | Miami Beach, FL     | Cloverleaf Golf N Games | TBD            |